# انباگ
انباگ غذای سنتی مردم جنوب استان سیستان بلوچستان که خاستگاه آن شهرستان قصرقند است، در گویش این منطقه به آن اَمباگ نیز می‌گویند.

## پیشینه
انباگ غذای ۴۰۰ ساله استان سیستان و بلوچستان است که به عنوان میراثی سنتی در فهرست میراث فرهنگی کشور ثبت شده‌است.

## طرز تهیه
1. روغن در قابلمه ریخته و سیر را اضافه کنید.[۵]
2. مرغ را به سیر اضافه کنید و هم بزنید.[۵]
3. سیر طعم بد مرغ را از بین می‌برد و گوشت مرغ شما را بهتر می‌کند.[۵]
4. بذارید مرغ داخل روغن طلایی و آب مرغ کاملاً خشک شود.[۵]
5. شنبلیله را به مرغ اضافه کنید و همراه مرغ تفت بدهید تا سبزی سرخ شود .(۱۰دقیقه برای تفت دادن کافی است)[۵]
6. پنج لیوان آب به مرغ اضافه و درب قابلمه را ببندید تا مرغ کاملاً آماده و از استخوان جدا شود آب آن کاملاً خشک می‌شود.[۵]
7. مرغ به راحتی ریش‌ریش و با سبزی شنبلیله مخلوط کنید.[۵]
8. پیاز سرخ شده را اضافه و هم بزنید، حرارت را کم کنید، بعد از ۱۰ دقیقه حرارت را خاموش کنید.[۵]

این خوراک را به همراه لیموی تازه می‌توانید سرو کنید.